# Robert W. Rönström
Robert W. Rönström, skivsamlare och försäkringstjänsteman, född 7 juni 1929 i Stockholm, död 18 januari 2001 i Stockholm.
År 1951 startade Rönstöm skivbolaget Cavalcade där han, under några år, gav ut skivor med bland andra Karl Gerhard och Evert Taube. Skivorna såldes och distribuerades från den egna butiken Speldosan i Stockholm. Med tiden blev situationen för det lilla bolaget ohållbar och 1959 tvingades Rönström lägga ner verksamheten. Han fortsatte att jobba med musik och gamla svenska artister, nu som producent på Sveriges Radio AB tillsammans med vännerna Håkan Norlén och Ulf Peder Olrog.
År 1983 tilldelades Rönström Svenska grammofonpriset för sin produktion: Odeon-kavalkaden 1906-1955, en serie samlingsskivor med dåtidens populäraste svenska skivartister, flera av dem Rönströms personliga vänner.